# اوتوی

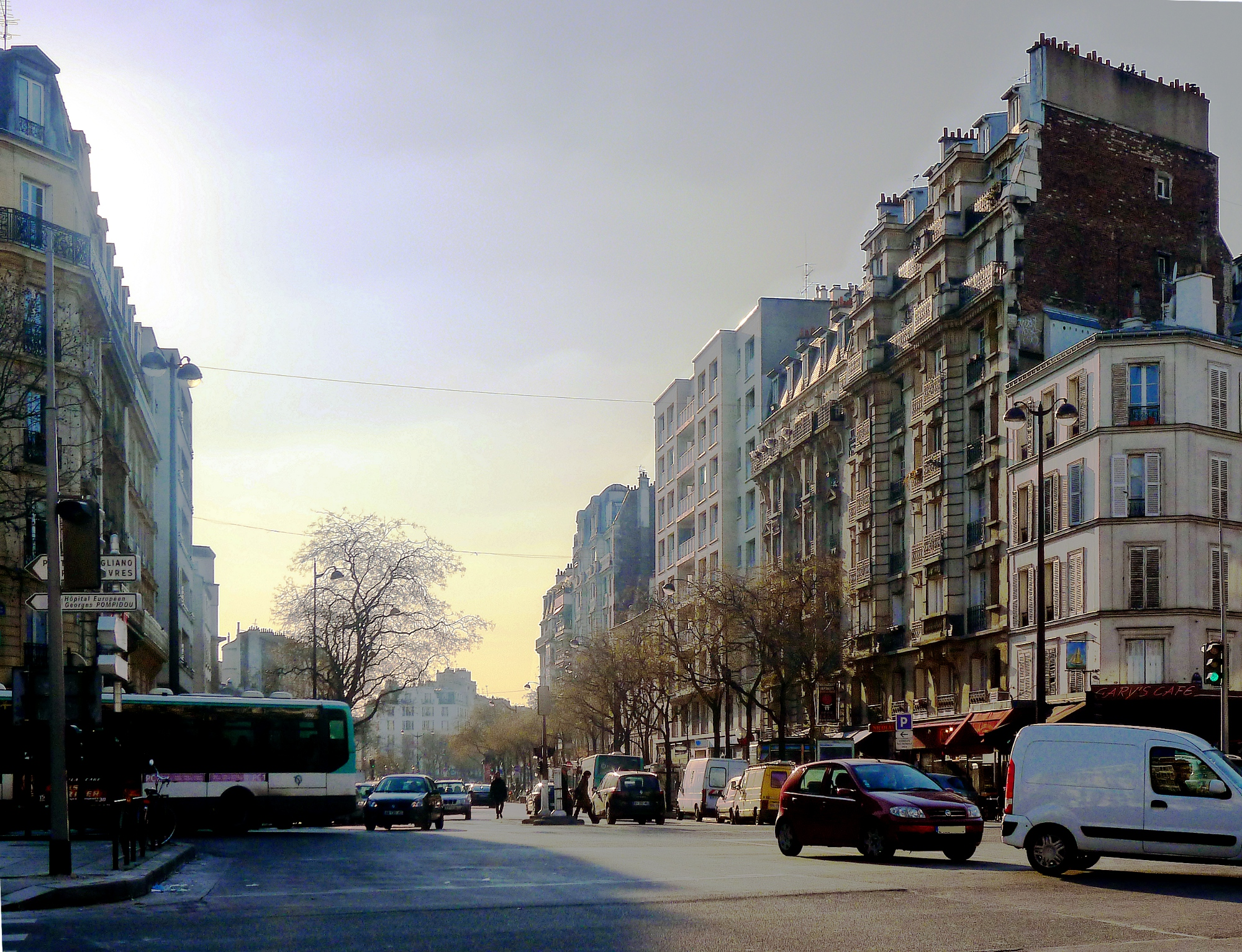
خیابان ورسای (avenue de Versailles) در اوتوی

اوتوی (به فرانسوی: Auteuil) منطقه‌ای در منطقهٔ شانزدهم شهر پاریس، فرانسه است که در سمتِ راستِ (la Rive Droite) رود سِن واقع شده‌است. اوتوی از سال ۱۸۶۰ بخشی از شهر پاریس بوده‌است. مارسل پروست در اوتوی به دنیا آمد. ورزشگاه رولان گاروس و پیست اسب‌دوانی لونشان در این منطقه قرار دارند.